# Victor Manuel Veneracion
Victor Manuel Veneracion (26 de octubre de 1966) es un deportista filipino que compitió en taekwondo. Ganó dos medallas en el Campeonato Asiático de Taekwondo en los años 1990 y 1992.

## Palmarés internacional
| Campeonato Asiático | Campeonato Asiático    | Campeonato Asiático | Campeonato Asiático |
| Año                 | Lugar                  | Medalla             | Categoría           |
| ------------------- | ---------------------- | ------------------- | ------------------- |
| 1990                | Taipéi ( Taiwán)       | Medalla de bronce   | –70 kg              |
| 1992                | Kuala Lumpur (Malasia) | Medalla de bronce   | –70 kg              |